# Union des Églises protestantes d'Alsace et de Lorraine
L'Union des Églises protestantes d'Alsace et de Lorraine (UEPAL) est la principale Église protestante en Alsace-Moselle, sous régime concordataire. Elle est née en 2006 du rapprochement de l'Église protestante de la Confession d'Augsbourg d'Alsace et de Lorraine et de l'Église protestante réformée d'Alsace et de Lorraine.

## Historique des églises protestantes en Alsace-Moselle
- 1648 : signature des traités de Westphalie qui garantissent le libre exercice des cultes protestants dans l'Alsace passant sous souveraineté française.
- 1681 : capitulation de Strasbourg, garantissant dans la ville et ses dépendances le maintien des institutions, biens et libertés des luthériens, à l'exception de la cathédrale rendue au culte catholique.
- 1685 : Louis XIV signe l'édit de Fontainebleau qui révoque l'édit de Nantes. L'Alsace, qui relève des traités de Westphalie, n'est pas concernée par cet édit.
- 1802 : le premier consul Napoléon Bonaparte promulgue les Articles organiques des cultes protestants qui consacrent le principe de la liberté religieuse dans le cadre du système des cultes reconnus et qui organisent l'Église de la Confession d'Augsbourg et l’Église réformée.
- 1839 : une ordonnance royale instaure à Alger un consistoire protestant mixte.
- 1851 : coup d’État de Louis-Napoléon Bonaparte
- 1852 : le décret du 26 mars réorganise les cultes protestants, instaurant le suffrage universel, restaurant les paroisses et renforçant les pouvoirs du Directoire de l'Église de la Confession d'Augsbourg.
- 1859 : un décret du 14 septembre accentue le caractère mixte du consistoire d'Alger et confirme l'autorité du Directoire de l’Église de la Confession d'Augsbourg sur les pasteurs luthériens d'Algérie.
- 1867 : le décret impérial du 12 janvier réorganise l'Église protestante unie d'Algérie en 3 consistoires mixtes (Alger, Oran et Constantine), 3 paroisses mixtes (idem), 4 paroisses réformées et 5 paroisses luthériennes, ces dernières relevant de l'inspection ecclésiastique de Paris  et du Directoire de Strasbourg.
- 1870 - 1871 : guerre franco-allemande
- 1871 : l'Alsace et une partie de la Lorraine sont annexées à l'Empire allemand par le traité de Francfort. Perdant ses deux inspections de Paris et de Montbéliard, l'Église de la Confession d'Augsbourg d'Alsace et de Lorraine (ECAAL) voit son statut maintenu par les autorités allemandes, au sein du Reichsland. Sont également maintenus les cinq consistoires réformés.
- 1879 : loi du 1er août créant l’Église de la Confession d'Augsbourg de France, qui regroupe les inspections de Paris (y compris les paroisses luthériennes algériennes) et de Montbéliard
- 1905 : la loi d'Empire du 21 juin crée l’Église réformée d'Alsace et de Lorraine (ERAL) en regroupant les cinq consistoires réformés du Reichsland sous l'autorité d'un Synode (Alsace-Lorraine).
- 1905 : loi de séparation des Églises et de l’État du 9 décembre (en France).
- 1907 : décret du 27 septembre étendant à l'Algérie la loi du 9 décembre 1905, avec des aménagements importants, notamment l'attribution d'indemnités de fonction par le Gouverneur général à certains ministres des cultes catholique, protestant, juif et musulman.
- 1914 - 1918 : Première Guerre mondiale
- 1918 : l'Alsace et la Lorraine sont restitués à la France par le traité de Versailles.
- 1924 : La loi du 1er juin maintient provisoirement en vigueur le régime local des cultes.
- 1939 - 1945 : Seconde Guerre mondiale
  - 1940 : annexion de l'Alsace-Moselle à l'Allemagne nazie
  - 1941 : abolition du régime concordataire de l'Alsace-Moselle annexée. Les Églises deviennent des sociétés religieuses de droit privé.
  - 1944 - 1945 : Libération de la France
- 1944 : le régime concordataire est rétabli en Alsace-Moselle par l'ordonnance du 15 septembre.
- 1956 : création de la commission luthéro-réformée[réf. nécessaire]
- 1972 : création du Conseil permanent luthéro-réformé (CPLR) qui regroupe, l'ERAL, l'ECAAL, l'Église réformée de France et Église évangélique luthérienne de France
- 1973 : signature de la concorde de Leuenberg entre les Églises luthériennes et réformées d'Europe
- 2006 : création par décret du 18 avril de l'Union des Églises protestantes d'Alsace et de Lorraine (UEPAL) entre l'ERAL et l'ECAAL qui sont renommées, pour l'occasion, en Église protestante réformée d'Alsace et de Lorraine (EPRAL) et Église protestante de la confession d'Augsbourg d'Alsace et de Lorraine (EPCAAL)[1],[2],[3]
- 2007 : le Conseil permanent luthéro-réformé est renommé en Communion protestante luthéro-réformée
- 2013 : le Conseil constitutionnel, par décision du 21 février, statuant à la suite d'une Question prioritaire de constitutionnalité transmise par le Conseil d’État, considère que le régime des cultes reconnus, toujours en vigueur en Alsace-Lorraine, est conforme à la Constitution [4].

## Spécificités régionales
Le statut spécifique dont jouissent ces Églises en Alsace-Moselle est défini principalement  par la loi du 18 germinal an X (8 avril 1802) portant articles organiques des cultes protestants, le décret du 26 mars 1852 modifié et le décret du 18 avril 2006. Il s'agit d'un statut de droit public. Les consistoires et les paroisses sont des établissements publics du culte ; les pasteurs sont assimilés à des fonctionnaires, logés par la commune et payés sur le budget de l’État ; les éventuels litiges relèvent des juridictions administratives. La loi de 1905 portant séparation des Églises et de l’État n'étant pas applicable dans les départements du Rhin et de la Moselle, l'UEPAL, l'EPRAL et l'EPCAAL, ainsi que leurs consistoires, paroisses et œuvres peuvent être subventionnés par les collectivités locales",,.
Ce statut a souvent été contesté, notamment par des partisans d'une stricte laïcité. Par une décision du 21 février 2013, le Conseil constitutionnel a considéré que ce statut constituait bien une exception au principe constitutionnel de laïcité, sciemment maintenue par les constituants de 1946 et de 1958.
En Alsace certaines églises sont affectées à plusieurs cultes chrétiens, généralement l’Église catholique et l’Église luthérienne, mais parfois aussi les deux Églises protestantes ou plus rarement les trois cultes. Ce sont les églises simultanées. Introduit par Louis XIV pour favoriser l'expansion du catholicisme, le simultanéum a concerné plus de 150 églises à l'origine luthériennes, principalement du Bas-Rhin. Au cours du XIXe siècle le nombre en a été réduit à environ 50, à la suite d'une politique de dédoublement  menée par les autorités allemandes et l'évêché. Cette spécificité est devenue aujourd'hui un signe d’œcuménisme.

## Le processus d'union
L’Église luthérienne et l’Église réformée d’Alsace et de Moselle vivent et se côtoient  depuis près de cinq siècles. Elles sont confrontées à des problèmes identiques. Si leur mode de fonctionnement et leurs traditions demeurent différents, les oppositions dogmatiques nées au XVIe siècle se sont atténuées ou ont disparu. Déjà sous le consulat, puis à partir de 1848, une union des deux Églises a été recherchée. À chaque fois ce fut un échec, dû à des résistances internes et aux réticences des milieux politiques. Après la seconde guerre mondiale, de façon pragmatique, l’ECAAL et l’ERAL se sont rapprochées, créant notamment de nombreuses commissions et services communs, puis un Conseil commun et une Assemblée commune pour les gérer, le tout sur la base du paritarisme. Signataires de la Concorde de Leuenberg en 1973, celles-ci proclamaient ainsi leur pleine communion, ce qui ne pouvait que faciliter, voire encourager ce mouvement de rapprochement. C’est le décret du 18 avril 2006, pris à la demande des directions des deux Églises, qui a créé l’Union des Églises protestantes d’Alsace et de Lorraine (UEPAL), fédérant ainsi l’EPCAAL et l’EPRAL. L’Union a pour objet de « conduire des actions communes » et de « resserrer les liens » entre ces Églises. Corps pastoral et finances sont désormais unifiés, mais chaque Église membre conserve ses structures.

## Organisation actuelle

Le siège de l’UEPAL, au 1b quai Saint-Thomas à Strasbourg.

L’UEPAL est dirigée par une Assemblée de l’Union, un Conseil plénier et un Conseil restreint, tous trois issus des organes directeurs de l’EPCAAL et de l’EPRAL.
L’Assemblée de l'Union comprend théoriquement 54 membres répartis en membres de droit (20, à savoir les membres du Directoire et du Conseil synodal, les inspecteurs ecclésiastiques et les présidents de consistoires réformés), membres élus (31 à raison de trois délégués par inspection, deux délégués par consistoire réformé, un délégué de la Faculté de théologie protestante et un délégué du chapitre de Saint-Thomas) et membres cooptés (trois choisis par les précédents, parmi des personnalités qualifiées). Elle élit son président.
Le Conseil plénier comprend 15 personnes, à savoir les cinq membres du Directoire, les cinq membres du Conseil synodal et cinq délégués élus par l’Assemblée de l’Union. Il désigne son président, qui sera en même temps le président du Conseil restreint, son choix devant se porter soit sur le président du Directoire de l’EPCAAL, soit sur le président du Conseil synodal de l’EPRAL.
Le Conseil restreint est composé de six membres, le président, le vice-président et deux membres du Directoire de l’EPCAAL, le président du Conseil synodal et un délégué choisi par ce conseil en son sein. Le Conseil restreint gère le corps pastoral unifié, ainsi que les commissions et services communs.
Toutes les attributions qui ne sont pas expressément déléguées aux instances de l’UEPAL continuent d'être exercées par les organes directeurs de l’EPCAAL (Consistoire supérieur et Directoire) et de l’EPRAL (Synode et Conseil synodal). Par ailleurs rien n'est changé dans les deux Églises aux niveaux des consistoires et des paroisses, ni dans l'EPCAAL au niveau des inspections.
Le président du Conseil plénier et du Conseil restreint de cette union d’Églises est, depuis septembre 2024, Isabelle Gerber, pasteure et inspectrice ecclésiastique,.
En 2010 les organes financiers de l’EPCAAL et de l’EPRAL ont été fusionnés sous l’égide d'une association de droit local : Entraide et solidarité protestantes.

## Affiliation
- Fédération protestante de France (FPF)
- Fédération luthérienne mondiale (FLM)
- Communion mondiale d'Églises réformées (CMER)
- Conférence des Églises riveraines du Rhin
- Conférence des Églises européennes (KEK)
- Communion protestante luthéro-réformée